# Кемербастауський сільський округ
Кемербаста́уський сільський округ (каз. Кемербастау ауылдық округі, рос. Кемербастауский сельский округ) — адміністративна одиниця у складі Тюлькубаського району Туркестанської області Казахстану. Адміністративний центр — село Кемербастау.
Населення — 4997 осіб (2021; 4135 у 2009, 3989 у 1999, 4041 у 1989).
Станом на 1989 рік існувала Кемербастауська сільська рада (села Алгабас, Другий Тюлькубас, Єльтай, Кемербастау, Кумисбастау, селища Майлікент, Роз'їзд 117). 1997 року до складу Тюлькубаського селищного округу було передано частину села Другий Тюлькубас Кемербастауського сільського округу. 2023 року ліквідовано селище Роз'їзд 117.

## Склад
До складу округу входять такі населені пункти:
| Населений пункт               | Колишні назви    | Населення, осіб (1989) | Населення, осіб (1999) | Населення, осіб (2009) | Населення, осіб (2021) |
| ----------------------------- | ---------------- | ---------------------- | ---------------------- | ---------------------- | ---------------------- |
| Алгабас, село                 | -                | 819                    | 892                    | 929                    | 1008                   |
| Єльтай, село                  | -                | 627                    | 663                    | 657                    | 693                    |
| Кемербастау, село             | -                | 832                    | 817                    | 831                    | 975                    |
| Кумисбастау, село             | -                | 487                    | 505                    | 498                    | 581                    |
| Майлікент, село               | -                | 251                    | 230                    | 192                    | 236                    |
| Мантая Жарімбетова, село      | Другий Тюлькубас | 996                    | 841                    | 994                    | 1489                   |
| Роз'їзд 117, станційне селище | -                | 29                     | 41                     | 34                     | 15                     |